# Walsh Glacier, Antarktis
Walsh Glacier är en glaciär i Antarktis. Den ligger i Östantarktis. Australien gör anspråk på området. Walsh Glacier ligger 419 meter över havet.
Terrängen runt Walsh Glacier är huvudsakligen kuperad, men åt sydost är den platt. Trakten är obefolkad. Det finns inga samhällen i närheten. 